# Onocentauro
Gli onocentauri (in greco antico: Ὀνοκένταυροι?, Onokéntauroi; latino: onocentaurī)  sono creature della mitologia greco-romana.

## Nel mito
Essi erano affini ai centauri, con i quali condividono una duplice natura, umana e selvatica, ma con la parte inferiore del corpo non da cavallo, ma da asino. Infatti i centauri possono essere considerati la macrofamilia, da cui derivano gli ippocentauri (con la parte inferiore del corpo da cavallo) e gli onocentauri.
Sono considerati il simbolo della lussuria maschile e come falsi adulatori delle persone a loro vicine. Anche per questo spesso sono rappresentati con due lingue.
Gli onocentauri sono citati anche in testi islandesi col nome di finngalkan.

## Nella Bibbia
Gli onocentauri sono citati nella Bibbia dal profeta Isaia, in particolare in Isaia 13,22. Col tempo e il susseguirsi delle traduzioni, la dicitura di "onocentauri" si perse a favore della più generica "centauri" e più tardi venne tradotta come "iene" o "sciacalli". In particolare, la CEI modificò la propria traduzione in questo senso negli anni Settanta.